# Urocaridella antonbruunii
Urocaridella antonbruunii är en kräftdjursart som först beskrevs av A. J. Bruce 1967.  Urocaridella antonbruunii ingår i släktet Urocaridella och familjen Palaemonidae. Inga underarter finns listade i Catalogue of Life.